# Propaganda nella Germania nazista

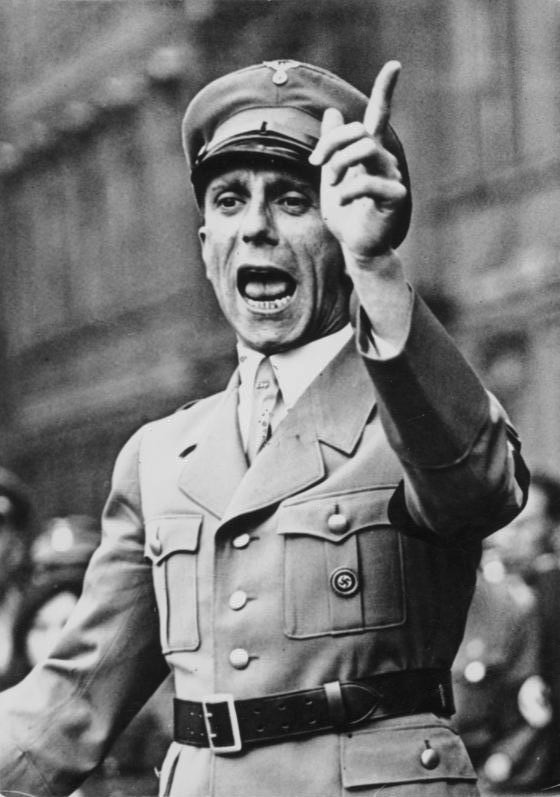
Joseph Goebbels, capo del Reichsministerium für Volksaufklärung und Propaganda (Ministero del Reich per l'istruzione pubblica e la propaganda) della Germania nazista durante un discorso.

La propaganda utilizzata dal Partito Nazionalsocialista Tedesco dei Lavoratori (NSDAP) negli anni precedenti e durante la guida di Adolf Hitler in Germania (1933-1945) è stato uno strumento essenziale per acquisire e mantenere il potere, oltre che per l'attuazione delle politiche naziste. L'uso diffuso della propaganda da parte del nazismo è in gran parte responsabile dell'acquisizione delle attuali connotazioni negative date alla stessa parola "propaganda".

## All'opposizione (1919-1933)
Il leader nazista ha dedicato ben tre capitoli del suo libro Mein Kampf (1925-26), già di per sé uno strumento di propaganda, allo studio e alla pratica propagandistica. Egli affermò di aver imparato il valore della propaganda quando, in qualità di fante durante la prima guerra mondiale, rimase esposto all'efficace propaganda britannica e all'inefficace propaganda tedesca.
L'argomento secondo cui la Germania perse la guerra in gran parte a causa degli sforzi propagandistici britannici, tema sviscerato a lungo nel Mein Kampf, si rifletteva nelle rivendicazioni nazionali tedesche allora comuni. Anche se non vere - la propaganda tedesca durante la prima guerra mondiale era per lo più avanzata come quella degli inglesi - ciò divenne la verità ufficiale della Germania nazista grazie alla sua ricezione da parte di Hitler.

Il Mein Kampf contiene il progetto dei successivi sforzi di propaganda nazista. Valutando il suo pubblico, Hitler scrive nel capitolo VI:
 Per quanto riguarda i metodi da impiegare spiega:

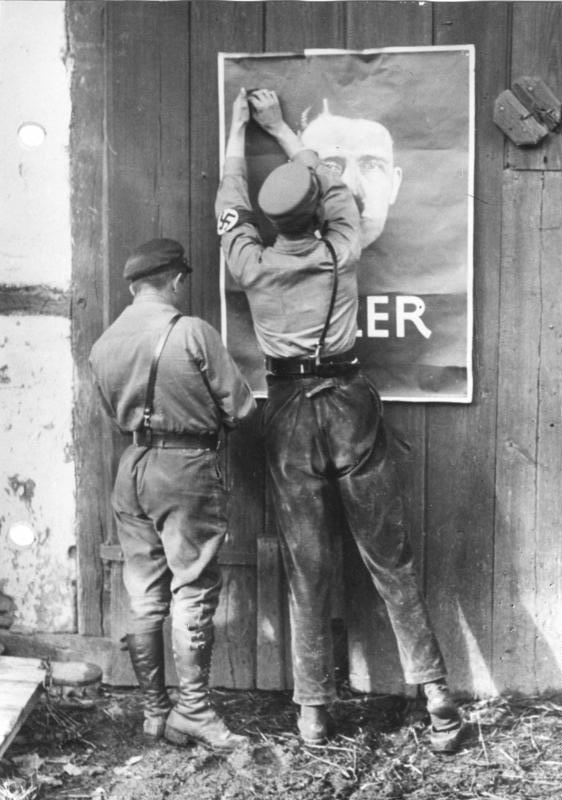
Manifesto a favore di Hitler in Meclemburgo nel 1932.

Hitler mise in pratica queste idee attraverso la pubblicazione del Völkischer Beobachter, un quotidiano di proprietà del partito nazista dal febbraio 1925 in poi, la cui circolazione raggiunse 26 175 copie nel 1929. A questo si aggiunse, per merito di Joseph Goebbels, il Der Angriff, un altro quotidiano grossolanamente propagandistico.
Durante la maggior parte del tempo in cui i nazisti si ritrovarono all'opposizione nel Reichstag, i loro mezzi di propaganda rimasero limitati. Con un minimo accesso ai mezzi di comunicazione il partito continuò a fare affidamento principalmente su Hitler ed alcuni altri parlando in incontri pubblici almeno fino al 1929
Uno studio rileva che l'uso da parte del governo della repubblica di Weimar della radio filogovernativa ritardò la crescita della propaganda nazista. Nel mese di aprile del 1930 Hitler nominò Goebbels a capo dell'apparato propagandistico del partito; egli, un ex-giornalista e ufficiale del partito nazista berlinese, ben prestò fece sfoggio delle sue notevoli capacità. Tra i suoi primi successi vi fu l'organizzazione di dimostrazioni di protesta contro il film statunitense sulla guerra All'ovest niente di nuovo (1930) riuscendo a farlo vietare in Germania.

## Al potere (1933-1939)
Il 13 marzo 1933 il Terzo Reich istituì il Reichsministerium für Volksaufklärung und Propaganda, nominando Goebbels come suo ministro. Gli obiettivi primari erano quelli di stabilire nella mente del pubblico i nemici esterni, coloro che avevano imposto il trattato di Versailles al paese, e i nemici interni come gli ebrei, gli omosessuali, i Rom, i fautori del bolscevismo e le tendenze culturali occidentali tra cui l'arte degenerata.

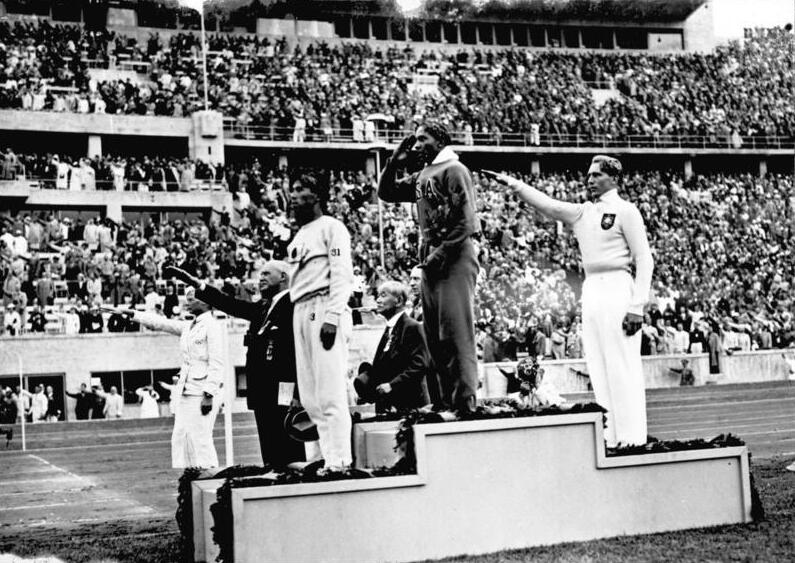
Saluto nazista ai Giochi della XI Olimpiade celebrati a Berlino nel 1936.

Un'importante pietra miliare politica e ideologica nei progetti nazisti fu l'unificazione di tutti i tedeschi etnici ancora al di fuori dei confini del Reich (ad esempio l'Austria e i sudeti in Cecoslovacchia) per farli vivere sotto lo stesso tetto della Germania nazista, il grande "Reich millenario". Sempre nel Mein Kampf Hitler denunciò il dolore e la miseria dei tedeschi etnici rimasti al di fuori della Germania, dichiarando e proponendo il sogno di una patria comune per la quale tutti i tedeschi avrebbero dovuto combattere.
Sempre tra le pagine del libro spinse i tedeschi in tutto il mondo a lottare per il potere politico e l'indipendenza quali obbiettivi principali, ufficializzati nella politica Heim ins Reich a partire dal 1938.
Per mesi prima dell'inizio della seconda guerra mondiale nel 1939, i giornali e i leader tedeschi avevano effettuato una campagna propagandistica nazionale ed internazionale accusando le autorità polacche di organizzazione o di tollerare la pulizia etnica violenta nei confronti della minoranza tedesca in Polonia. Il 22 agosto Hitler disse ai suoi generali: "Mi impegno a fornire un casus belli propagandistico. La sua credibilità non importa. Al vincitore non sarà mai chiesto se ha detto la verità".
La parte principale di questa campagna di propaganda fu il False flag dell'"operazione Himmler", progettata per creare l'aspetto di un'aggressione polacca contro la Germania al fine di giustificare la campagna di Polonia.
La ricerca rileva che l'uso fatto dai nazisti della propaganda radiofonica aiutò e ne consolidò il potere portando all'iscrizione di un maggior numero di membri nelle file del partito.

### Antisemitismo
Hitler e i propagandisti nazisti giocarono su un antisemitismo tedesco diffuso e consolidato. Gli ebrei furono accusati di numerosi reati, come rapinare il popolo tedesco del loro duro lavoro, mentre essi stessi cercavano di evitare il lavoro fisico. Hitler dichiarò che la missione del movimento nazista era quella di annientare il "giudeo-bolscevismo"; affermò inoltre che i "tre vizi del marxismo ebraico" erano la democrazia, il pacifismo e l'internazionalismo e che gli ebrei stavano dietro il bolscevismo, il comunismo e il marxismo.
Goebbels nel 1937 alla "Grande mostra antibolscevica" dichiarò che l'ebraismo e il bolscevismo erano la stessa cosa.
All'incontro del congresso del partito nazista avvenuto nel 1935 a Norimberga Goebbels dichiarò che "il bolscevismo è la dichiarazione di guerra da parte dei subumani internazionali, guidati dall'ebraismo, contro la cultura stessa".
Der Stürmer, un giornale di propaganda nazista, raccontava ai tedeschi che gli ebrei rapivano dei neonati prima della celebrazione della Pesach (Pasqua ebraica) perché "hanno bisogno del sangue di un bambino cristiano da mescolare con il loro Matzah" (vedi accusa del sangue). Poster, film, cartoni animati e volantini vennero visti in tutta la Germania; essi attaccavano la comunità ebraica, rea delle peggiori nefandezze. Una delle pellicole più famose del tempo fu L'ebreo errante diretto da Fritz Hippler (1940).
Uno studio rileva che l'uso della propaganda radiofonica da parte dei nazisti incitava atti antisemiti. La radio nazista divenne molto efficace in luoghi dove l'antisemitismo era un fenomeno storicamente alto, ma ebbe un effetto negativo in luoghi ove l'antisemitismo era storicamente basso.

### Eutanasia
La legge per la prevenzione delle tare ereditarie (Gesetz zur Verhütung erbkranken Nachwuchses) venne introdotta il 14 luglio 1933 e fu utilizzata una vasta campagna di propaganda per contrastare e denigrare i disabili. Un programma speciale di eutanasia, chiamato progetto Aktion T4 ebbe inizio nel 1939; gli argomenti relativi alla propaganda erano basati sui libri Die Freigabe der Vernichtung lebensunwerten Lebens (Permettere la distruzione della vita indegna di essere vissuta) scritto da Karl Binding e Alfred Hoche ed il Libro della teoria dell'eredità umana e dell'igiene razziale scritto da Eugen Fischer, Erwin Baur e Fritz Lenz.

### Leggi di Norimberga

Per colpire favorevolmente il pubblico, i nazisti fecero un grande uso di cerimonie, ritrasmesse attraverso i media con il cinegiornale. Truppe delle SS, delle SA e delle NSKK nel Raduno di Norimberga del 1935.

Nel 1935 nella Germania nazista vennero introdotte specifiche leggi antisemite, denominate Leggi di Norimberga, le quali vietavano ai non appartenenti alla razza ariana e agli oppositori politici qualsiasi impiego nella funzione pubblica oltre che qualsiasi rapporto sessuale o matrimonio tra persone classificate come ariane e non-ariane (ebrei, zingari, neri); la proibizione faceva parte della Rassenschande (vedi la politica razziale nella Germania nazista).
Le leggi di Norimberga si basavano su nozioni di purezza razziale e cercavano di preservare la cosiddetta "razza ariana" (ceppo di razza nordica), la quale si trovava al vertice della gerarchia razziale nazista e che si diceva essere l' "ubermenschen herrenvolk" (razza superiore), nel contempo insegnavano alla nazione tedesca a vedere gli ebrei come subumani.

### Gli oppositori politici
Poco dopo la presa del potere nel 1933 furono istituiti i primi campi di concentramento nazisti per tutti gli oppositori politici; le prime persone che vennero mandate nei campi erano comunisti. Vi furono inviati a causa dei loro stretti legami con l'Unione Sovietica e perché fin dall'inizio il nazismo si opponeva fortemente al comunismo: la propaganda nazista designò i comunisti come "subumani rossi".
Goebbls usò la morte di Horst Wessel, ucciso nel 1930 da due membri del Partito Comunista di Germania, come uno strumento di propaganda per i nazisti contro i subumani comunisti.

### Trattato di Versailles
Quando fu firmato il trattato di Versailles i giornalisti non propagandisti in tutta la nazione parlarono dei sentimenti tedeschi scaturiti da esso, considerato "schändlich!" ("Inaccettabile!"), apparendo sulla prima pagina del Frankfurter Zeitung nel 1919. Il Berliner Tageblatt, anch'esso nel 1919 prevedeva che: "Se accettiamo le condizioni, in pochi anni scoppierà un furore militare per la vendetta della Germania, un nazionalismo militante che travolgerà tutto".
Hitler conosceva bene il disgusto del suo paese nei confronti del trattato e lo usò come leva per influenzare il suo pubblico; ricorse ripetutamente ai termini del trattato come un attacco diretto sferrato alla Germania e al suo popolo. In un discorso pronunciato il 30 gennaio 1937 affermò direttamente di ritirare la firma tedesca dal documento per protestare contro le scandalose proporzioni dei termini. Sostenne che il Trattato rendeva la Germania inferiore e "meno" di un paese rispetto ad altri solo perché la colpa per la guerra fu posta su di essa. Il successo dei propagandisti nazisti e di Hitler vinse con il controllo del partito nazista sulla Germania ed alla fine condusse alla seconda guerra mondiale.

## In guerra (1939-1945)

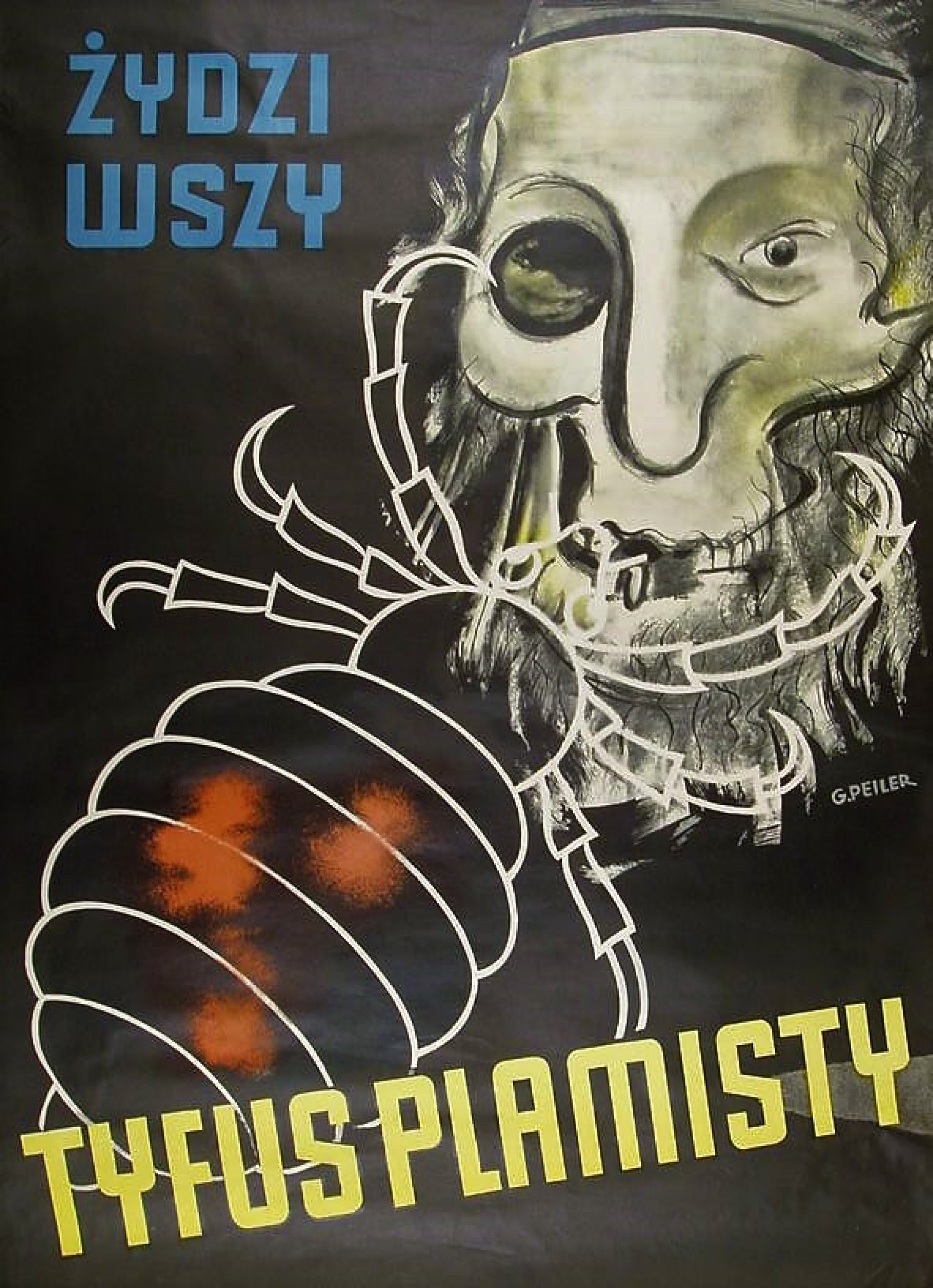
Manifesto antisemitico di propaganda tedesca del 1942 scritto in lingua polacca durante l'occupazione della Polonia, che accusa gli ebrei di diffondere il tifo.

Fino alla sconfitta nella battaglia di Stalingrado il 2 febbraio 1943 la propaganda tedesca ebbe a sottolineare la forza delle armi tedesche e l'umanità che i soldati tedeschi avevano mostrato ai popoli dei territori occupati. I piloti delle flotte di bombardieri alleate vennero raffigurati come codardi assassini, gli americani in particolare come gangster nello stile di Al Capone. Allo stesso tempo la propaganda tedesca cercò di alienare gli americani e gli inglesi l'uno dall'altro, ed entrambe quelle nazioni occidentali dall'URSS.
Una delle fonti primarie della propaganda fu il Wehrmachtbericht, un bollettino di guerra d'informazione quotidiano divulgato dall'alto comando della Wehrmacht, l'Oberkommando der Wehrmacht (OKW). Le prime vittorie naziste si prestarono facilmente alle trasmissioni propagandistiche e fino a questo momento furono difficili da contrastare. Le satire sulla prossima sconfitta degli inglesi, il racconto delle battaglie e la lode per tutti i caduti si dimostrarono assai utili per i nazisti.
Ma anche in questa prima fase bellica gli errori non furono facilmente gestiti; ad esempio, un notevole imbarazzo ne risultò quando la nave HMS Ark Royal (91) si rivelò sopravvissuta ad un attacco che la propaganda tedesca aveva definito schiacciante.
Dopo Stalingrado il tema principale della propaganda mutò in Germania, intesa come unico difensore di quello che chiamavano la "cultura dell'Europa occidentale" contro le "orde bolsceviche". L'introduzione delle V1 (Fieseler Fi 103) e delle V2 (Aggregat 4) vennero sottolineate come "armi di vendetta" nel tentativo di convincere i britannici che voler sconfiggere la Germania si sarebbe rivelato come nient'altro che un atto disperato.
Durante questa fase sorsero facilmente problemi nella propaganda; le aspettative del successo erano state innalzate troppo in alto e troppo in fretta, il che richiese delle spiegazioni quando ciò non si realizzò compiutamente, eliminando pian piano gli effetti dl successo con conseguente brusca caduta in errori e fallimenti che alimentarono la sfiducia.
La crescente difficoltà della guerra per il popolo tedesco richiamò anche una maggior propaganda sul fatto che la guerra era stata una costrizione imposta da parte del rifiuto delle forze straniere di accettare la propria forza e indipendenza. Goebbels chiese alla propaganda di rendere più duro il popolo tedesco per non far risultare più facile la vittoria alleata.
Il 23 giugno 1944 i nazisti permisero alla Croce Rossa e Mezzaluna Rossa Internazionale di visitare il Campo di concentramento di Theresienstadt per dissolvere le voci riguardanti la soluzione finale della questione ebraica, che avrebbe dovuto commettere genocidio nei confronti di tutti gli ebrei. In realtà Theresienstadt era un campo di transito per gli ebrei in viaggio verso i campi di sterminio.
In uno sforzo sofisticato di propaganda furono costruiti negozi e caffetterie per creare l'idea che gli ebrei vivessero con tutte le comodità possibili. Gli ospiti apprezzarono anche la messa in scena di un'opera per bambini intitolata Brundibar, scritta dal detenuto Hans Krása. La frode ebbe un tale successo per i nazisti che la continuarono facendone un film di propaganda intitolato Theresienstadt. Le riprese iniziarono il 26 febbraio 1944 per la regia di Kurt Gerron; la pellicola era destinata a dimostrare quanto bene vivessero gli ebrei sotto la "benevola" protezione del Terzo Reich. Dopo che le riprese ebbero termine la maggior parte del cast, ed il regista stesso, furono deportati nel campo di concentramento di Auschwitz ove finirono uccisi.
Hans Fritzsche, che era stato a capo della radio propagandista, venne giudicato e assolto dal tribunale per crimini di guerra durante il processo di Norimberga.

### Antisemitismo durante la guerra
La propaganda antisemitica di guerra servì ad una varietà di scopi. Si sperava che le persone nei paesi alleati si sarebbero persuase che solo gli ebrei dovevano essere incolpati per la guerra. I nazisti inoltre vollero assicurarsi che i tedeschi fossero a conoscenza delle misure estreme che venivano eseguite contro gli ebrei per conto loro, per incriminarli e garantire così la loro continua fedeltà attraverso la paura degli scenari congetturati dai nazisti i quali paventavano supposte rappresaglie ebraiche.
Questo si verificò soprattutto dal 1942 in poi: "L'annuncio che gli ebrei venivano sterminati serviva come un fattore di unificazione di gruppo per escludere la possibilità di resa e costringere i tedeschi a continuare a combattere. I tedeschi furono consapevoli del fatto che troppe atrocità erano state commesse, specialmente contro gli ebrei, per consentire il raggiungimento di una comprensione da parte degli alleati" (David Bankier, 2002, The Use of Antisemitism in Nazi Wartime Propaganda).

## Media

### Libri

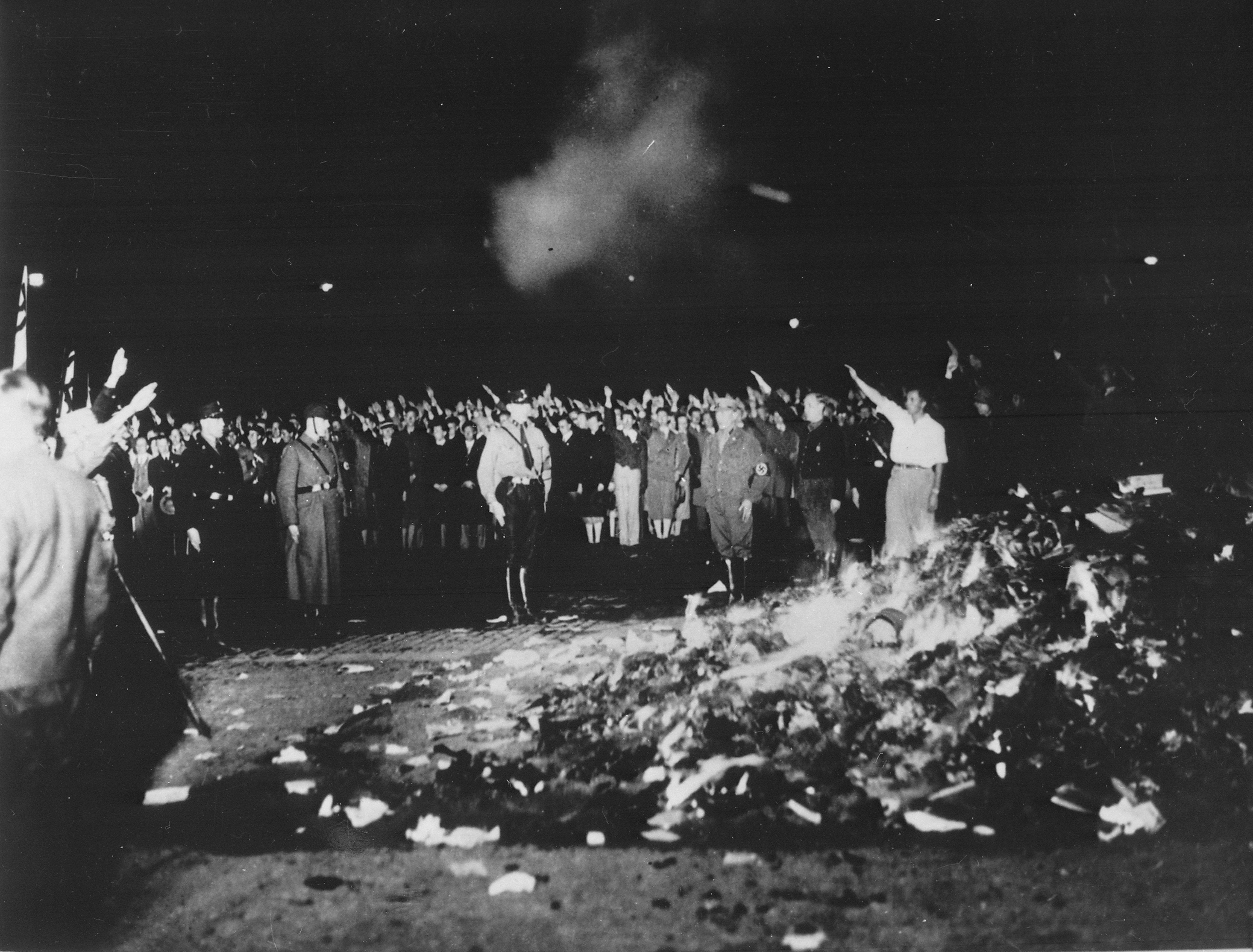
Bücherverbrennungen (rogo dei libri) a Berlino in Bebelplatz il 10 maggio 1933.

I nazisti assieme ai loro simpatizzanti fecero pubblicare molti libri. La maggior parte delle convinzioni che sarebbero poi state associate ai nazisti, come il nazionalismo tedesco, l'eugenetica e l'antisemitismo, erano in circolazione fin dal XIX secolo e i nazisti si sono occupati di questo corpus di opere già esistenti nelle proprie pubblicazioni.
Tra i libri più notevoli in questo senso, come già detto, è stato il Mein Kampf di Hitler stesso, opera in cui egli esprime e descrive le proprie più intime convinzioni. Il libro delinea le idee più importanti che più tardi avrebbero culminato nella seconda guerra mondiale. Esso è fortemente influenzato da The Crowd: A Study of the Popular Mind del 1895 e scritto da Gustave Le Bon : uno studio della mente popolare, che ha ideato la propaganda come un modo per controllare il comportamento apparentemente irrazionale delle folle.
Particolarmente importante è il violento antisemitismo di Hitler e dei suoi associati e tra le altre fonti utilizzate vi furono i "Protocolli dei Savi di Sion" (1897), che spiegava come gli ebrei avessero segretamente cospirato per dominare il mondo. Questo libro fu una fonte chiave di propaganda per i nazisti e aiutò ad alimentare l'odio comune contro gli ebrei durante la guerra.
Ad esempio Hitler affermava che la lingua internazionale dell'Esperanto faceva parte di un complotto ebraico e usava argomenti delle vecchie idee nazionaliste tedesche di Drang nach Osten ("Spinta verso l'Est") e sulla necessità di guadagnare il Lebensraum ("spazio vitale"), specialmente in direzione dell'Unione Sovietica. Altri libri come Rassenkunde des deutschen Volkes ("etnologia del popolo tedesco") di Hans F.K. Günther e Rasse und Seele del dottor Ludwig Ferdinand Clauss cercarono di individuare e classificare le differenze tra il tedesco, il nordico o "Tipologia ariana" e gli altri popoli che sono considerati inferiori. Questi libri vennero tutti usati come testi nelle scuole tedesche durante tutta l'era nazista.
Il genere preesistente e popolare di Schollen-roman, o "romanzo del suolo", conosciuto anche come Blut und Boden ("romanzi di sangue e di suolo"), dettero un impulso per l'accettabilità dei temi cari ai nazisti e sviluppò un misticismo nazista dell'unità.
Le storie immensamente popolari di ambientazione nel Far West scritte da Karl May furono permesse nonostante il trattamento eroico dato all'eroe Winnetou e alle razze "colorate"; invece si sostenne che queste storie dimostravano che la caduta degli "Indiani rossi" era dovuta alla mancanza di coscienza razziale e nel contempo per incoraggiarla nei tedeschi. Vennero altresì adattate anche altre opere immaginarie; Heidi fu del tutto spogliato dei suoi elementi cristiani e la relazione di Robinson Crusoe con "Venerdì" divenne l'esempio di atteggiamento compiuto da un maestro nei confronti di uno schiavo.
Apparvero anche libri per bambini su questo tono. Nel 1938 Julius Streicher pubblicò Der Giftpilz, un racconto che ha equiparato i popoli ebrei ai funghi velenosi e mirato ad educare i bambini sugli ebrei. Il libro è stato un esempio di propaganda antisemita affermando che "le storie seguenti raccontano la verità sul fungo velenoso ebraico: mostrano le molte forme che l'ebreo assume, mostrano la depravazione e la bassezza della razza ebraica. L'Ebreo per quello che è veramente: il diavolo in forma umana".

#### Libri di testo

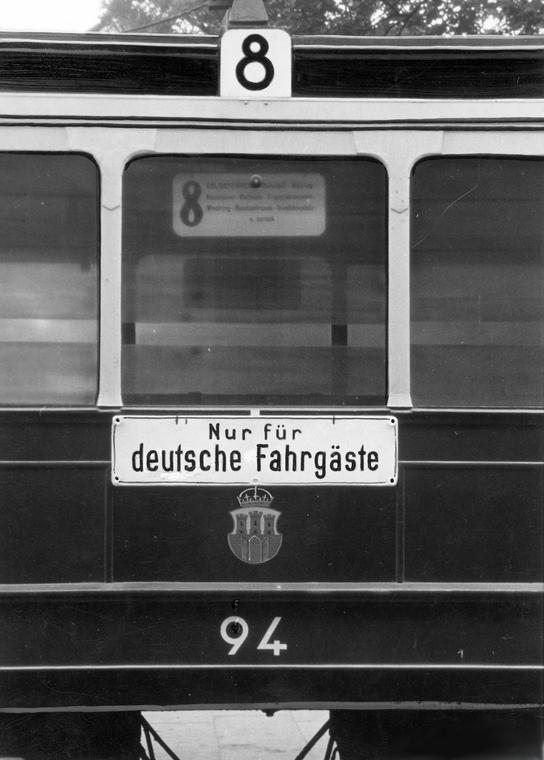
"Nur für deutsche Fahrgäste" (solo per i passeggeri tedeschi), uno slogan nazista utilizzato nei territori occupati, principalmente inserito nei parchi, nei caffè, nei cinema, nei teatri e nelle altre strutture pubbliche.

Gli "Atlanti geopolitici" sottolinearono gli schemi nazisti, dimostrando il bisogno di ampliamento territoriale della Germania, raffigurando come le nazioni slave nella loro espansione avrebbero causato il superamento numerico del popolo tedesco e (al contrario) la relativa densità di popolazione della Germania (Volk ohne Raum) era molto più elevata di quella delle Regioni orientali (dove avrebbero cercato il Lebensraum).
I libri di testo mostrarono spesso che il tasso di natalità tra gli Slavi era più prolifico rispetto a quello tedesco. I testi di Geografia indicavano come la Germania attuale era stretta e affollata. Altri grafici mostravano i costi che venivano ad assumere i bambini disabili in contrasto con quelli sani, o mostravano come le famiglie con meno di due bambini minacciavano la natalità.
I libri di matematica discussero le applicazioni militari e usarono i problemi come esercizio di strategia militare, la fisica e la chimica furono concentrate sulle applicazioni militari, e le classi di grammatica erano dedicate alle frasi di propaganda. Altri libri di testo affrontarono la storia del partito nazista. Il testo di lettura della scuola elementare comprendeva anch'esso grandi dosi di propaganda. Ai bambini furono insegnati attraverso i libri di testo che essi erano la razza superiore ariana (Herrenvolk), mentre gli ebrei erano non affidabili, parassitari e Untermenschen (subumani, inferiori).
Le mappe che mostravano la composizione razziale dell'Europa vennero bandite dalle aule solo dopo molti sforzi in quanto non definivano abbastanza il territorio per i funzionari del partito.
Anche le fiabe vennero utilizzate, con Cenerentola che venne presentata come un racconto su come gli istinti razziali del principe lo portano a rifiutare il sangue alieno della matrigna (presente nelle sue figlie) per la fanciulla di razza pura. Le saghe nordiche furono presentate altresì come l'esempio di Führerprinzip, sviluppato con eroi come Federico II di Prussia e Otto von Bismarck.
La letteratura doveva essere scelta all'interno dello "spirito tedesco" piuttosto che in una lista fissa di proibizioni e richieste, che rendevano gli insegnanti più cauti, anche se gli autori ebrei erano impossibili da studiare per gli studenti. Anche se solo Macbeth e il mercante di Venezia di William Shakespeare erano effettivamente raccomandati, nessuna delle grandi opere teatrali era veramente proibita, neanche Amleto, denunciato per "inconsistenza dell'anima".
I testi di biologia, però, furono utilizzati al massimo per presentare principi eugenetici e teorie razziali; questa spiegazione inclusiva delle leggi di Norimberga, affermava il principio dell'impossibilità dei popoli tedeschi e degli ebrei di coesistere insieme senza il pericolo di mescolarsi. La scienza doveva essere presentata come la zona più naturale per introdurre la "questione ebraica" quando gli insegnanti impegnavano a sottolineare che in natura gli animali si associavano a quelli della propria specie non mescolandosi con le altre.
Le linee guida date agli insegnanti sull'istruzione razziale fecero presentare sia i portatori di handicap che gli ebrei come dei pericoli sempre in agguato. Nonostante le numerose fotografie che rendevano glamour il tipo "nordico", i testi affermarono che l'ispezione visiva era insufficiente e che l'analisi genealogica era necessaria per determinare i loro tipi e segnalare eventuali problemi ereditari. Tuttavia, la Nationalsozialistischer Lehrerbund (Lega nazionalsocialista degli insegnanti) sottolineò che nelle scuole elementari, in particolare, dovevano lavorare ancora più a fondo verso il nucleo razziale nordico del Volk tedesco e contrastarlo con la composizione razziale delle popolazioni straniere e degli ebrei.

#### Libri per i paesi occupati
Nella Francia occupata l'Istituto tedesco incoraggiò la traduzione di opere tedesche, anche se soprattutto i nazionalisti tedeschi ma non ardenti nazisti produssero un massiccio aumento della vendita di opere tradotte. I soli libri in lingua inglese che fu possibile vendere furono i classici inglesi, mentre i libri di autori ebrei o con argomenti ebraici (come biografie) furono vietati, fatta eccezione per alcune opere scientifiche. Il controllo dell'approvvigionamento di carta permise ai tedeschi con facilità di fare opera di pressione sugli editori.

### Fumetti
Durante l’occupazione nazista della Francia furono pubblicati tre album a fumetti dell’autore di origine russa Vica (pseudonimo di Vincent Krassousky). In questi, il personaggio dell’autore, l’omonimo marinaio Vica, diviene strumento di propaganda contro le forze alleate, nei tre titoli Vica au Paradis de l'U.R.S.S., Vica contre le service secret anglais e Vica défie l'Oncle Sam.

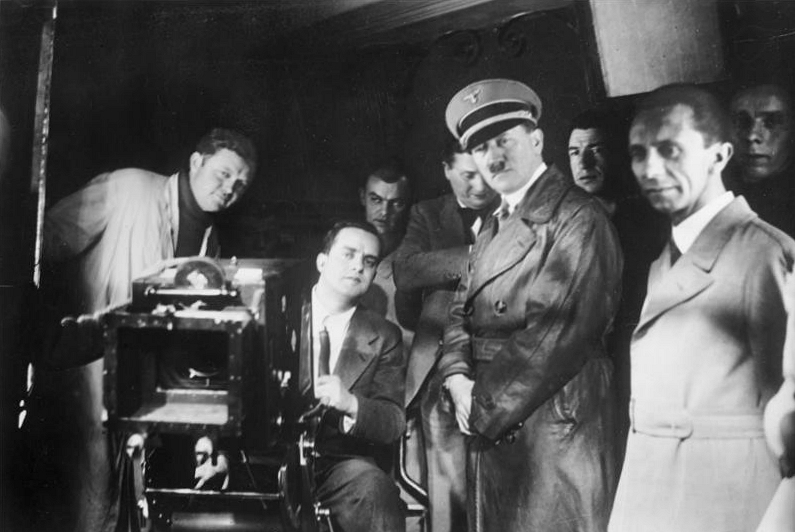
Visita di Hitler e Goebbels all'UFA (UFA) nel 1935.

### Film
I nazisti produssero molti film per promuovere le proprie opinioni, usando il Dipartimento del cinema del partito per l'organizzazione della propaganda cinematografica. Circa 45 milioni di persone parteciparono alle proiezioni cinematografiche messe in atto dal NSDAP. Il Reichsamtsleiter Neumann ebbe a dichiarare che l'obiettivo del Dipartimento del cinema non era direttamente politico, ma era piuttosto di influenzare la cultura, l'istruzione e l'intrattenimento generale della popolazione.
Il 22 settembre 1933 tutto un reparto di film è stato inserito nella Camera di cultura. Il dipartimento controllò la licenza di ogni film prima della sua produzione. Talvolta il governo scelse direttamente gli attori per un film, finanziandone la produzione parzialmente o totalmente, concedendone le esenzioni fiscali ai produttori. I premi per i film "di valore" ridussero le tasse, incoraggiando così l'auto-censura tra i registi.

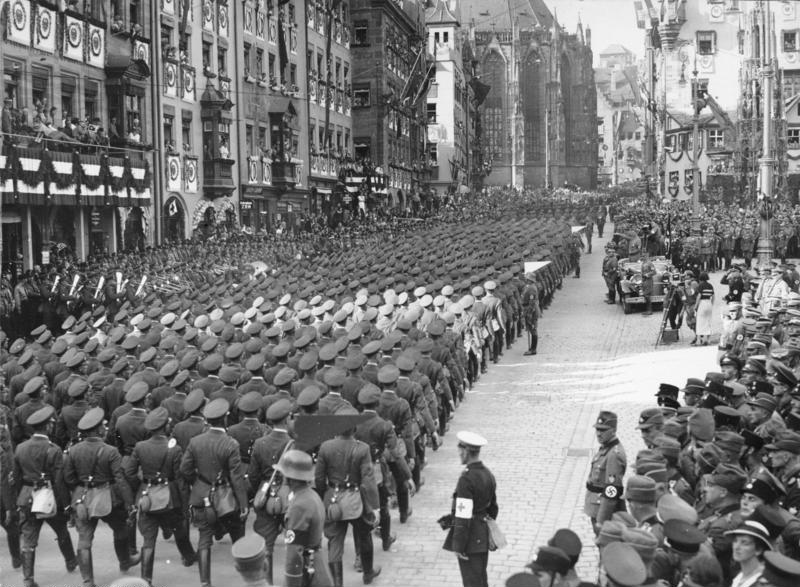
Scena tratta da Il trionfo della volontà di Leni Riefenstahl, la più celebre tra i registi nazisti.

Sotto la direzione di Goebbels e Hitler l'industria cinematografica tedesca divenne completamente nazionalizzata. La Direzione della Propaganda Nazionalsocialista, che Goebbels sorvegliò con attenzione, aveva a disposizione quasi tutte le agenzie cinematografiche in Germania entro il 1936. Talvolta alcuni registi come Wolfgang Liebeneiner furono in grado di aggirare Goebbels fornendogli una versione diversa del film che sarebbe poi stato effettivamente distribuito. Questi film inclusero anche quelli diretti da Helmut Käutner: La collana di perle (1943), Große Freiheit Nr. 7 (La grande libertà, n. 7, 1944) e Unter den Brücken (Sotto i ponti, 1945).
Le scuole furono inoltre dotate di proiettori cinematografici perché il film venne considerato particolarmente appropriato per fare propaganda tra i bambini. I film creati appositamente per le scuole furono definiti di "educazione militare".
Il trionfo della volontà (1935) della regista ufficiale del nazismo Leni Riefenstahl annunciava il Congresso Nazionale del Partito del 1934 a Norimberga. Questa pellicola segue un precedente film del raduno di Norimberga del 1933 prodotto da Riefenstahl, La vittoria della fede. Il trionfo della Volontà presenta filmati di membri di partiti in uniforme (anche se relativamente pochi soldati tedeschi), che stanno marciando e sfilando militarmente a ranghi serrati. Il film contiene inoltre estratti da discorsi di diversi leader nazisti al Congresso, tra cui lo stesso Hitler.
Frank Capra ha usato scene del film, che ha descritto parzialmente come "il preludio odioso dell'olocausto di Hitler", in molte parti della serie Why We Fight Anti-potenze dell'Asse composta da sette film, per dimostrare fino a che punto il personale americano e i militari si sarebbero dovuti confrontare col nemico e perché l'Asse dovesse essere sconfitta.
L'ebreo errante fu diretto da Fritz Hippler grazie all'insistenza di Goebbels, anche se la scrittura è accreditata a Eberhard Taubert. Il film è fatto in stile di documentario, la tesi centrale è l'immutabile carattere razziale della personalità che caratterizza l'ebreo come un parassita culturale vagante. Durante il film questi tratti sono contrari all'ideale dello Stato nazista: mentre gli uomini ariani trovano soddisfazione nel lavoro fisico e nella creazione del valore, gli ebrei trovano solo piacere nel denaro e nello stile di vita dell'edonismo.
Uno dei mezzi principali fu anche Die Deutsche Wochenschau, una serie di cinegiornali prodotta per il cinema, dal 1940 in avanti. Questi lavori erano esplicitamente destinati a rappresentare il successo degli interessi tedeschi. I temi spesso includevano le virtù del tipo nordico o ariano, la forza militare tedesca e industriale e i mali rappresentati dai nemici dei nazisti.

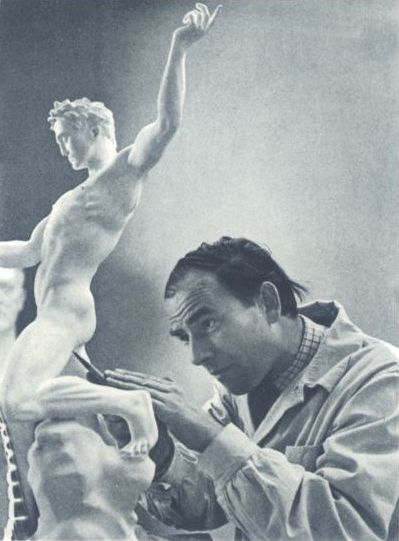
Arno Breker al lavoro.

### Belle arti
Secondo gli standard nazisti l'arte non era una propaganda. Il suo scopo era invero quello di creare ideali per l'eternità. Ciò generò una richiesta di arte eroica e romantica, che riflettesse l'ideale piuttosto che il realismo. Dipinti esplicitamente politici erano molto rari. Ancora più rari furono i dipinti antisemiti, perché l'arte doveva rimanere su un piano superiore. Tuttavia i temi selezionati, comuni nella propaganda, erano anche i temi più comuni dell'arte.
La scultura venne usata esplicitamente come espressione delle teorie razziali naziste. L'immagine più comune era quella del maschio in posa di nudo eroico, esprimendo così l'ideale della razza ariana. Gli sposi dovevano essere fisicamente perfetti. All'Expo 1937 svoltosi a Parigi, il camerata Josef Thorak si trovava al di fuori del padiglione tedesco, raffigurante due enormi maschi nudi i quali si stringevano le mani e stendendosi fianco a fianco, in una posa di difesa e cameratismo razziali.
La pittura paesaggistica fu presente pesantemente nella mostra dell'arte tedesca più vasta, seguendo i temi del sangue e del suolo. I contadini divennero anche delle immagini popolari, che riflettono una vita semplice in armonia con la natura, spesso con famiglie numerose. Con l'avvio del conflitto l'arte della guerra costituì una proporzione significativa ma non ancora predominante.
Il continuo sfoggio della Mostra d'Arte Tedesca durante la guerra fu presentato come una manifestazione della cultura della Germania.

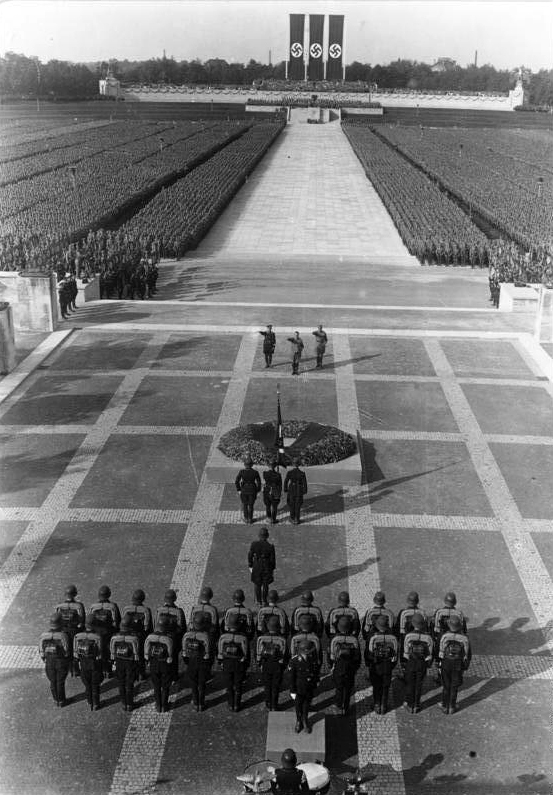
Il "Totenehrung" (in onore dei morti) al raduno di Norimberga del 1934. Il capo delle SS Heinrich Himmler, Adolf Hitler e il leader delle SA Viktor Lutze (da sinistra a destra) sulla terrazza in pietra davanti alla "Ehrenhalle" (Sala d'onore) nel Reichsparteitagsgelände. Sullo sfondo l'"Ehrentribüne" (tribuna d'onore) a forma di mezzaluna.

### Riviste
Prima e dopo il 1939 le Zeitschriften-Dienst (velina) furono inviate alle riviste per fornire indicazioni su cosa scrivere per gli argomenti più appropriati. Le pubblicazioni naziste portarono anch'esse a varie forme di propaganda.
Neues Volk fu una pubblicazione mensile dell'Rassenpolitisches Amt der NSDAP (Ufficio della politica razziale dello NSDAP), che rispondeva alle domande sui rapporti razziali accettabili. Mentre si concentrava principalmente sulle relazioni di razza, comprendeva anche articoli sulla forza e il carattere della razza ariana rispetto agli ebrei e ad altri esempi di popoli "difettosi".
La NS-Frauen-Warte, rivolta alle donne, comprendeva temi come il ruolo delle donne nello Stato nazista. Nonostante i suoi elementi di propaganda era prevalentemente una rivista rivolta ad un pubblico femminile. Difese l'antiintellettualismo, esortando le donne ad avere figli, anche durante la guerra, esprimendo ciò che i nazisti avevano fatto per le donne, discusse delle "scuole matrimoniali" e sollecitò le donne a sforzarsi nella guerra totale.
Der Pimpf fu rivolto specificamente ai ragazzi e conteneva sia opere di avventura che di propaganda.
Das Deutsche Mädel, al contrario, raccomandava alle ragazze di fare escursioni, di curare i feriti e di prepararsi a prendersi cura dei bambini. Molto più di NS-Frauen-Warte, sottolineò l'esempio della donna tedesca forte e attiva.

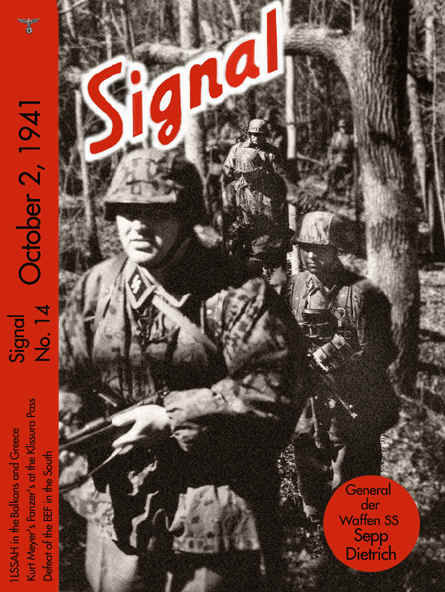
Copertina di Signal, del 1941.

#### Signal
Signal fu una rivista di propaganda pubblicata dalla Wehrmacht durante la guerra e distribuita in tutti i territori dell'Europa occupata e nei paesi neutrali. Pubblicato tra il 19 aprile 1940 e il marzo 1945 Signal ottenne le vendite più elevate di ogni rivista pubblicata in Europa e durante il periodo di circolazione raggiunse fino a 2,5 milioni di copie nel 1943. In varie occasioni fu pubblicata in almeno venti lingue differenti. Un'edizione in lingua inglese fu distribuita nelle isole britanniche di Guernsey, l'isola di Jersey, Alderney e Sark, occupate dalla Wehrmacht durante la guerra.
Il promotore della rivista fu anche il capo dell'ufficio della propaganda della Wehrmacht, il colonnello Hasso von Wedel. Il suo budget annuale giunse a 10 milioni di Reichmarks, circa 2,5 milioni di dollari al tasso di cambio pre-guerra.
L'immagine che Signal trasmetteva era quella della Germania nazista e del suo Nuovo Ordine nella sua qualità di grande benefattore dei popoli europei e della civiltà occidentale in generale. Il pericolo di un'invasione sovietica dell'Europa venne fortemente indicato. La qualità della rivista era abbastanza alta, con recensioni complete dalle linee del fronte ricche di informazioni e foto, anche mostrando una doppia immagine a centro-pagina a colori. Infatti, molte delle più famose foto della seconda guerra mondiale che possono essere viste oggi provengono da Signal. La rivista conteneva poco o nessuna propaganda antisemita, in quanto i contenuti erano prevalentemente militari.

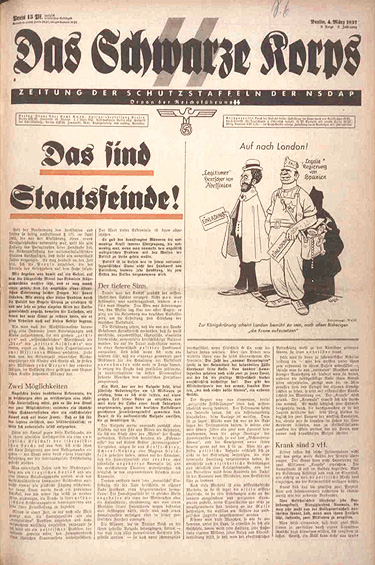
Copia di Das Schwarze Korps del 1937.

### Quotidiani
Il Völkischer Beobachter fu il quotidiano ufficiale del NSDAP a partire dal dicembre del 1920. Contribuì a diffondere l'ideologia nazista sotto forma di brevi iperboli dirette contro la debolezza del parlamentarismo, i mali dell'ebraismo e del bolscevismo, l'umiliazione nazionale a seguito del trattato di Versailles e altri temi simili. Venne unificato nel 1926 con Der Angriff ("L'Attacco"), un giornale settimanale e successivamente quotidiano fondato da Joseph Goebbels. Fu dedicata principalmente agli attacchi contro gli oppositori politici e gli ebrei - uno dei suoi tratti più sorprendenti erano i carismatici articoli antisemitici di Hans Schweitzer, ma fu anche impegnato nella glorificazione degli eroi nazisti come Horst Wessel. L'Illustrierter Beobachter fu il loro foglio settimanale illustrato.
Tra le altre pubblicazioni naziste possiamo includere:
- Das Reich, una pubblicazione più moderata e di altissimo livello rivolta a intellettuali e stranieri;
- Der Stürmer, il più virulentemente antisemita di tutti[99];
- Das Schwarze Korps, una pubblicazione delle SS mirante ad un tono più intellettuale[100].

Dopo l'ascesa di Hitler al potere nel 1933 tutta la stampa regolare venne immediatamente sottoposta ad un completo controllo editoriale nazista attraverso la politica di Gleichschaltung (coordinamento) e anche i giornali di propaganda di breve durata si stabilirono subito nei territori conquistati nel corso della guerra. Alfred Rosenberg (autore de Il mito del XX secolo) fu uno dei membri chiave del partito nazista che acquisì il controllo del loro quotidiano tanto apertamente acclamato da Hitler. Tuttavia Hitler risultò essere insoddisfatto del lavoro di Rosenberg ed ebbe parole di denigrazione verso Rosenberg, screditando così il suo lavoro.

#### Quotidiani nei paesi occupati
In Ucraina, dopo che i nazisti fecero chiudere tutti i giornali, la maggior parte dei quotidiani stampò solo articoli provenienti dalle agenzie tedesche, producendo lo stesso effetto degli altri articoli intrisi di antiamericanismo e di anglofobia provenienti da quei giornali ucraini che propugnavano l'anticomunismo. Inoltre stamparono articoli sui predecessori dell'occupazione tedesca sull'Ucraina, come Caterina II di Russia e i Goti.

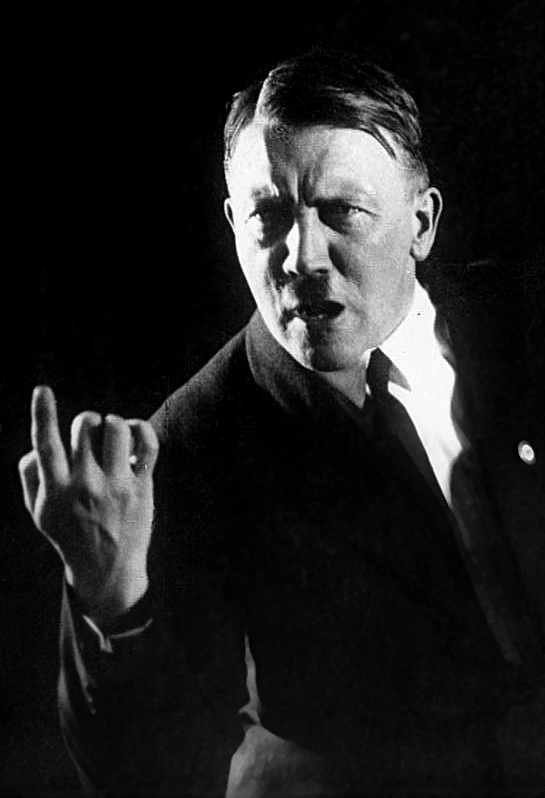
Hitler in una posa teatrale durante un discorso nel 1927, di Heinrich Hoffmann.

### Fotografia
I nazisti utilizzarono la fotografia per documentare gli eventi e promuovere l'ideologia. Tra i fotografi più eminenti figurano Heinrich Hoffmann e Hugo Jaeger. Hoffmann lavorò nel negozio fotografico di suo padre e come fotografo a Monaco di Baviera a partire dal 1908. Entrò a far parte del NSDAP il 6 aprile 1920.
Dopo che Hitler ne assunse il comando nel 1921 nominò Hoffmann come suo fotografo ufficiale e lo tenne vicino a sé per oltre un quarto di secolo. Una fotografia scattata da Hoffmann nell'Odeonsplatz di Monaco il 2 agosto 1914 mostra un giovane Hitler tra la folle che acclamava per lo scoppio della prima guerra mondiale e tale scatto venne utilizzato nella propaganda nazista.
Hitler e Hoffmann divennero amici stretti; infatti, quando Hitler divenne il capo della Germania, Hoffmann era l'unico uomo autorizzato a fotografarlo in via ufficiale. Le fotografie di Hoffmann furono pubblicate come francobollo, cartolina postale, poster e quaderni. Dopo il suggerimento di Hoffmann, sia lui che Hitler ricevettero tutti gli introiti dagli usi fatti dell'immagine di Hitler (anche sui francobolli), il che rese Hoffmann un milionario. Nel 1933 fu eletto al Reichstag e nel 1938 Hitler lo nominò "professore".
Nove fotografie scattate da Hoffman rivelano come Hitler provasse le pose e i gesti delle sue mani; chiese a Hoffmann di scattare foto in modo da poter vedere come guardava mentre stava parlando. Egon Hanfstaengl, figlio del capo dell'agenzia di stampa straniera di Hitler Ernst Hanfstaengl, ebbe a parlare in un documentario dell'attrazione fatale scaturita da Hitler: "Aveva quell'abilità necessaria per far smettere di pensare criticamente e semplicemente vivere di emozioni".

### Manifesti
L'arte del manifesto fu uno degli elementi dello sforzo di propaganda nazista, mirata sia alla Germania stessa che ai territori occupati. Essi ebbero diversi vantaggi; l'effetto visivo, colpendo, avrebbe potuto raggiungere facilmente lo spettatore. I manifesti furono anche, a differenza di altre forme di propaganda, difficili da evitare.
Le immagini spesso attirarono un realismo eroico. I giovani nazisti e il corpo delle SS furono raffigurati monumentalmente, con l'illuminazione utilizzata per produrre una sensazione di grandezza.
Parole der Woche Wandzeitungen fu una campagna pubblicitaria di poster pubblicata dal Ministero della Propaganda del Terzo Reich. La prima edizione fu distribuita il 16 marzo 1936. Ogni settimana vennero somministrati al pubblico circa 125 000 poster dal 1936 al 1943. I manifesti settimanali furono politicamente ingiustificati ed adottarono l'intenzione di riunire l'opinione pubblica a sostegno degli sforzi politici e bellici nazisti. I manifesti, secondo le intenzioni, era deciso che dovessero educare e unificare il popolo tedesco prima e soprattutto durante la guerra.
I manifesti furono collocati in autovetture, autobus, piattaforme pubbliche, biglietterie di autobus, in poche parole ovunque vi fosse un denso flusso di traffico. Solamente pochi individui, in quel tempo, possedevano un'automobile, i più erano dotati di una bicicletta o andavano a piedi giornalmente; In questi casi l'esposizione ai poster della "Parola della Settimana" rimaneva alta nelle grandi città tedesche. I messaggi e le ideologie naziste "guardavano al pubblico di massa per una settimana alla volta in decine di migliaia di luoghi ove i pedoni tedeschi avrebbero potuto passare nel corso di una giornata".
Jeffery Herf, autore di The Jewish Enemy: Nazi Propaganda During World War II and the Holocaust, ha descritto la campagna poster come "una combinazione di giornale editoriale, di un opuscolo politico, di un manifesto politico e di un giornalismo periodico". Hitler nominò personalmente l'artista Hans Schweitzer, conosciuto come "Mjölnir", con il compito di tradurre l'ideologia nazista in immagini per il giornale a muro. I poster erano alti 100 centimetri e larghi 212 centimetri. Lo stile visivo dei manifesti era un testo in grassetto e influenzato da una colorazione vivace, destinato a catturare l'attenzione dei passanti tedeschi. Il testo era grande in modo che molte persone lo potessero leggere allo stesso tempo e da una distanza di qualche metro.
La maggior parte dei manifesti si concentravano sugli ebrei e sui paesi alleati della Gran Bretagna, degli Stati Uniti d'America e dell'Unione Sovietica. Durante il periodo in cui gli articoli antisemiti diminuivano nelle pubblicazioni, la retorica antisemita fu accresciuta nei manifesti della "Parola della Settimana". Dal 1941 al 1943 circa il 25 per cento dei manifesti della "Parola della Settimana" comprendevano almeno un attacco agli ebrei.
Gli ebrei furono raffigurati come nemici a causa della loro supposta guerra economica, del capitalismo e della loro connessione alla rivoluzione russa. Il regime nazista favorì l'idea che gli ebrei fossero i promotori di tutte le forze politiche di opposizione. Le immagini spesso mostravano una figura ebraica posizionata da dietro, o da sopra, in qualità di simboli di influenza economica e politica. Inoltre, fu anche comune descrivere le forze alleate della Gran Bretagna, degli Stati Uniti e della Russia come dominate dall'ebraismo internazionale.
I manifesti furono utilizzati anche nelle scuole, raffiguranti, ad esempio, da una parte un'istituzione di solidarietà e da un'altra case, il tutto per informare gli studenti che con il costo annuale di queste istituzioni si sarebbero potute costruire 17 case per famiglie sane.

### Radio

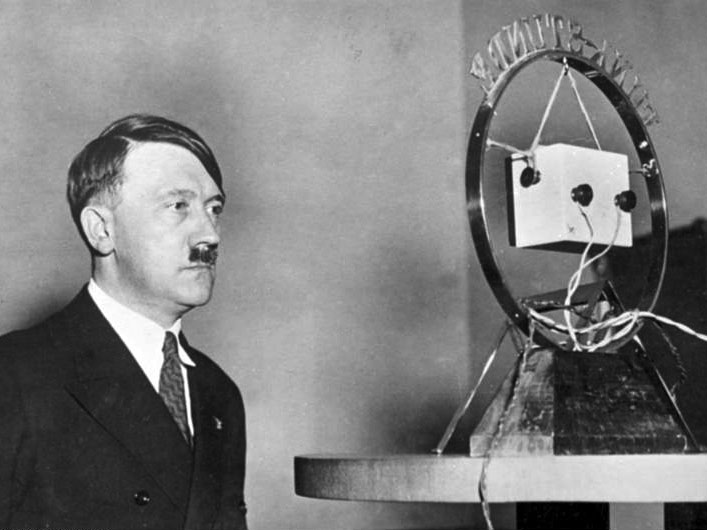
Hitler davanti ai microfoni della radio nel 1933.

Prima che Hitler giungesse al potere, raramente usava la radio per connettersi con il pubblico e quando lo cominciò a fare, i giornali non partitici furono autorizzati a pubblicare i suoi discorsi. Ciò è cambiato subito dopo che egli ascese al potere nel 1933. I discorsi di Hitler furono ampiamente diffusi in tutto il territorio tedesco, specialmente sulla radio, introdotta dal Reichsministerium für Volksaufklärung und Propaganda (Ministero dell'Istruzione e della Propaganda). Vennero ripresentati nelle riviste settimanali e ristampati in grandi edizioni in libri e opuscoli appositi in tutta la Germania.
I discorsi di Hitler divennero talmente significativi per i nazisti che anche nei ristoranti e nei bar erano previsti tramite il collegamento delle loro radio ogni volta che ne stava facendo uno, ed in alcune città gli altoparlanti pubblici furono utilizzati in modo che i passanti potessero ascoltarli. La propaganda nazista sottolineò e ritrasse i suoi discorsi in modo che i loro punti principali potessero apparire nei manifesti settimanali e, trasmessi in tutta la Germania, da centinaia di migliaia di apparecchi radio.
La propaganda nazista usò anche la radio come uno degli strumenti più importanti per promuovere il genocidio.

### Trasmissioni interne
(Joseph Goebbels, 25 marzo 1933 discorso ai direttori della Reichs-Rundfunk-Gesellschaft)

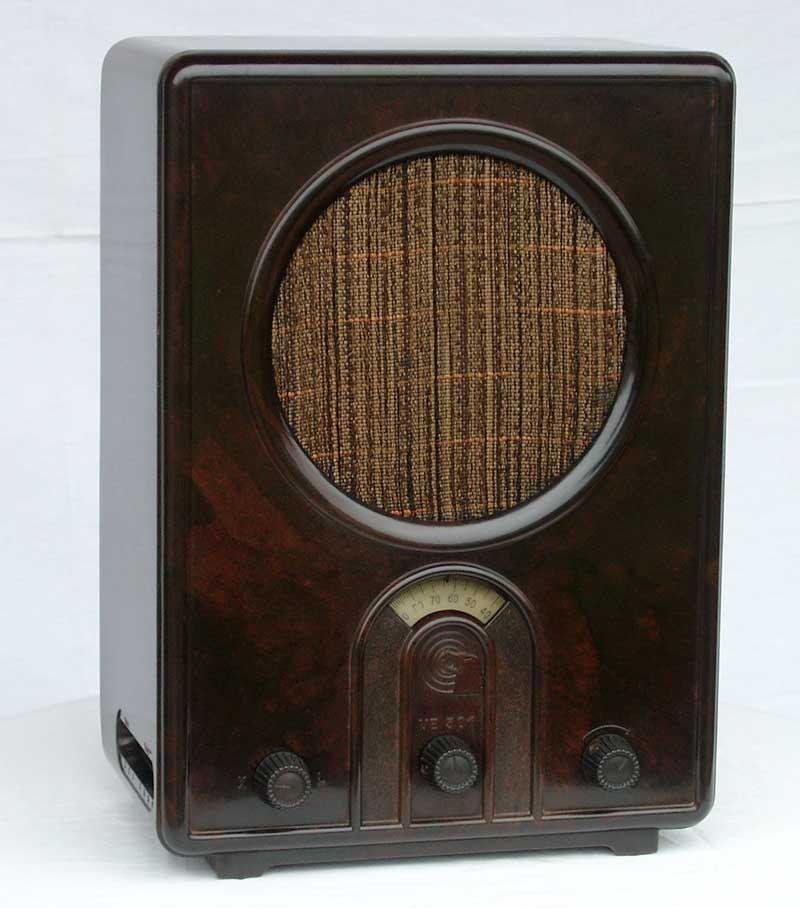
Una radio tedesca degli anni '30.

Riconoscendo l'importanza della radio nella diffusione del messaggio nazista, Goebbels fece approvare uno schema per il quale milioni di apparecchi riceventi radiofonici a basso costo (il Volksempfänger) venissero sovvenzionati dal governo. Nella trasmissione intitolata "Radio come l'Ottavo Grande Potere", Goebbels proclamò: "Non sarebbe stato possibile per noi prendere il potere o usarlo nei modi in cui l'abbiamo fatto senza la radio... Non è esagerato dire che la rivoluzione tedesca, almeno nella forma che ha assunto, sarebbe stata impossibile senza l'aereo e la radio. ... Essa ha raggiunto l'intera nazione, indipendentemente dalla classe, dal luogo di residenza o dalla religione. Questo è stato principalmente il frutto della stretta centralizzazione delle forze di segnalazione e della natura aggiornata della radio tedesca... Soprattutto è stato chiaramente necessario centralizzare tutte le attività radiofoniche, impegnarle in compiti spirituali davanti a quelli tecnici, ...per fornire una chiara visione del mondo".
All'inizio guerra oltre il 70% delle famiglie tedesche aveva una di queste radio, deliberatamente limitate al fine di impedire ai cittadini non conformi alle direttive di partito di considerare altri punti di vista attraverso le trasmissioni straniere. Le trasmissioni radio furono riprodotte anche su altoparlanti nei luoghi pubblici e nei posti di lavoro.
Nelle case private, tuttavia, le persone potevano facilmente disattivare la radio quando si annoiavano e lo facevano una volta che la novità di poter udire la voce da dentro una scatola si fu spenta; questo condusse i nazisti a introdurre elementi non propagandistici, come musica, consigli e suggerimenti, programmi seriali e di altro tipo di intrattenimento. Ciò fu accelerato durante la guerra per impedire alle persone di sintonizzarsi su trasmissioni di propaganda nemica; anche se Goebbels affermò nel suo articolo di Das Reich che il compito sarebbe stato quello di rendere la radio un buon compagno per il popolo, ammise la verità nel suo diario.

### Trasmissioni internazionali

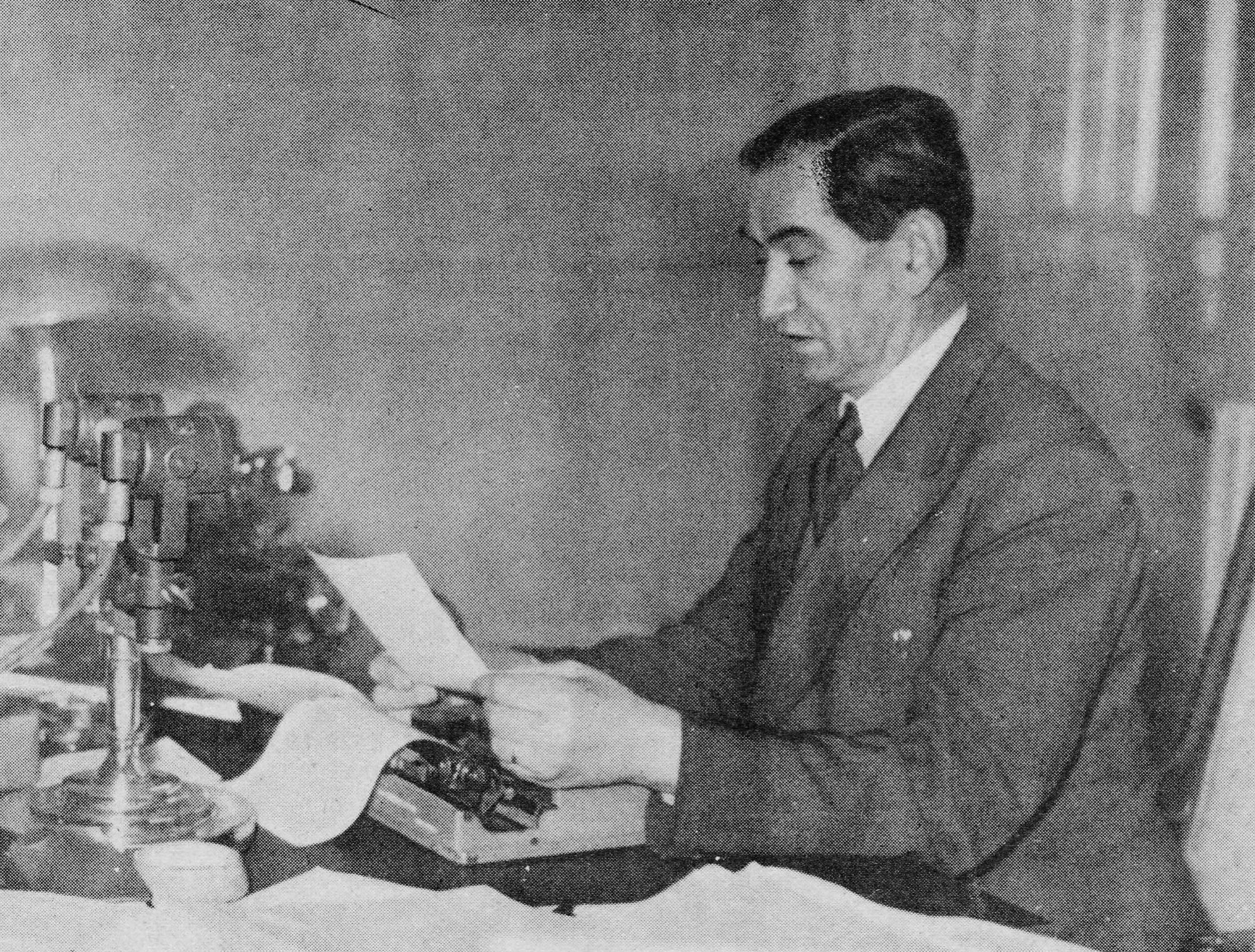
L'esponente del collaborazionismo in Francia Philippe Henriot davanti ai microfoni nel 1944.

Oltre alle trasmissioni domestiche il regime nazista usò la radio anche per trasmettere il proprio messaggio nei territori occupati e negli stati nemici. Uno degli obiettivi principali fu il Regno Unito, verso cui William Joyce trasmise regolarmente, ottenendo il soprannome "Lord Haw-Haw". Joyce apparve per la prima volta sulla radio tedesca il 6 settembre 1939 leggendo le notizie in lingua inglese, ma presto divenne noto per le sue trasmissioni propagandistiche e spesso maliziose.
Joyce fu condannato e giustiziato nel 1946 per alto tradimento. Anche se Joyce era il più famoso e il più ascoltato dei propagandisti britannici, altre emittenti includevano Norman Baillie-Stewart, l'insegnante dell'isola di Jersey Pearl Vardon, i membri dell'Unione Britannica dei Fascisti Leonard Banning e Susan Hilton, Barry Payne Jones dell'organizzazione "The Link" e Alexander Fraser Grant, il cui spettacolo era rivolto specificamente alla Scozia, anche trasmettendo attraverso il "Nuovo servizio di radiodiffusione britannica".

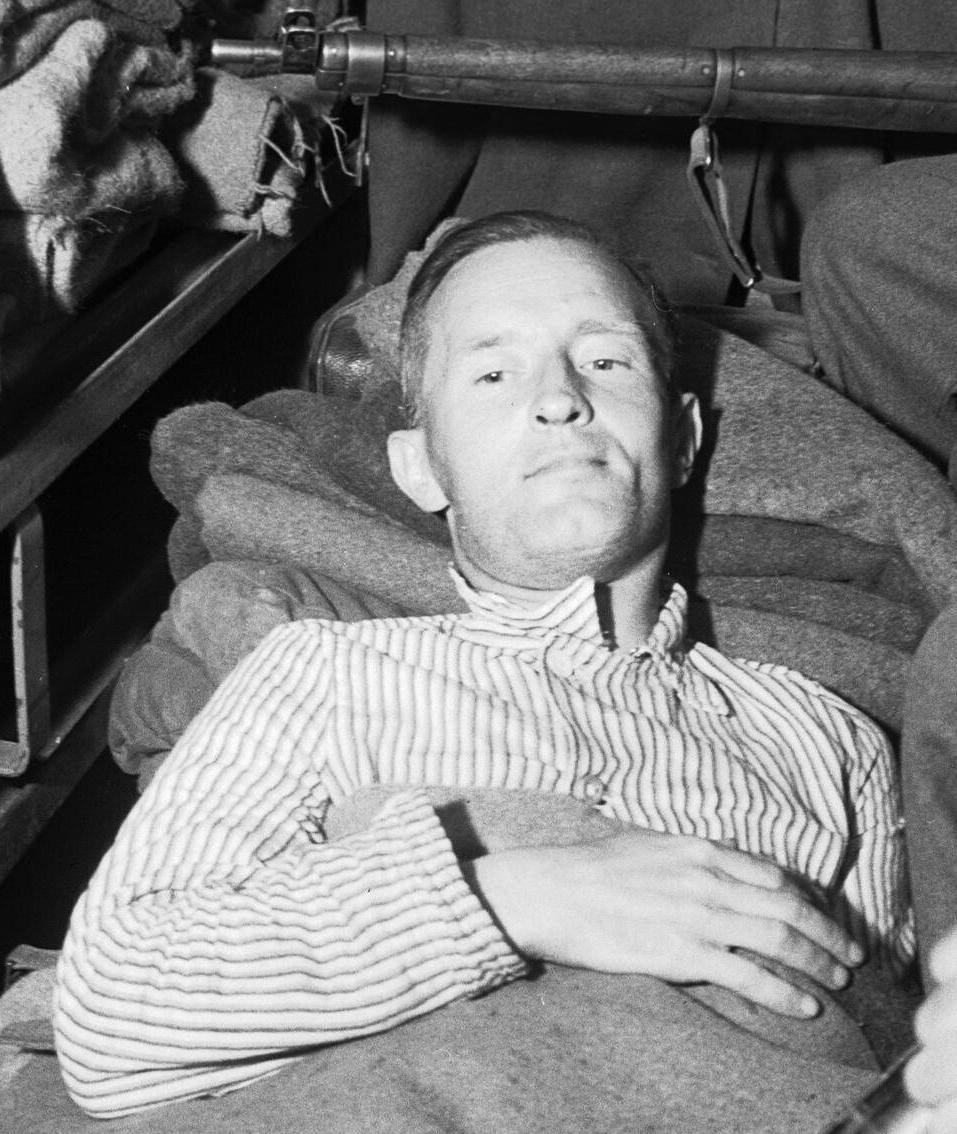
William Joyce, membro dell'Unione Britannica dei Fascisti, conosciuto come "Lord Haw-Haw" per gli ascoltatori britannici di guerra, in stato di arresto in un'ambulanza sotto protezione armata prima di essere portato dalla sede secondaria britannica ad un ospedale.

Le trasmissioni vennero inviate anche agli USA, in particolare da Robert Henry Best e da "Axis Sally" alias Mildred Gillars. Best, un giornalista freelance con sede a Vienna, fu inizialmente arrestato dopo la dichiarazione di guerra tedesca agli Stati Uniti, ma dopo non molto tempo divenne un elemento chiave della radio propagandistica, attaccando l'influenza degli ebrei in America e la direzione presidenziale di Franklin Delano Roosevelt e definendo Winston Churchill all'interno della propaganda nazista come "il primo nemico del mondo".
Best fu poi condannato all'ergastolo per tradimento. Gillars, un insegnante residente in Germania, trasmise per lo più temi simili, oltre a spiegare il suo discorso con accuse di infedeltà contro le mogli della classe operaia. La sua trasmissione più nota fu "Vision of Invasion", trasmessa immediatamente prima del D-Day, utilizzando la prospettiva di una madre americana che sognava che il suo soldato moriva violentemente in Normandia.
Anche la Francia ha ricevuto trasmissioni da "Radio-Stuttgart", dove Paul Ferdonnet, giornalista antisemita, fu la voce principale durante la Strana guerra. Con l'occupazione, a seguito della campagna di Francia, Radio Parigi e Radio Vichy (Radiodiffusion nationale) divennero gli organi principali della propaganda, con figure di destra importanti come Jacques Doriot, Philippe Henriot e Jean Hérold-Paquis che parlarono regolarmente a sostegno dei nazisti. Tra gli altri che trasmisero propaganda nazista ci fu Gerald Hewitt, cittadino britannico che ha vissuto la maggior parte della sua vita a Parigi e che era stato associato con l'Action Française.
Le emittenti nazionali furono utilizzate anche per promuovere il sostegno all'occupazione in Belgio, dove Ward Hermans parlò regolarmente a sostegno dei nazisti dalla sua base situata a Brema e alla Repubblica Sociale Italiana, dove Giovanni Preziosi emise i propri comunicati antisemiti dalla sua base a Monaco di Baviera.
Le trasmissioni radiofoniche pro-naziste nella lingua araba trasmesse in Nord Africa, furono realizzate con l'aiuto di Amin al-Husseini e di altri esuli arabi a Berlino per supportare il nazionalismo arabo. Ricalcarono l'ideologia razzista nazista per combattere solo gli ebrei, non tutti i semiti. Evitando di considerare le operazioni militari svolte da Benito Mussolini in Africa con la guerra d'Etiopia, ribadirono l'anticolonialismo delle potenze dell'Asse.

### Annunciatori
Il partito nazista si affidò fortemente agli altoparlanti per fare delle presentazioni propagandistiche, soprattutto prima che arrivassero al potere, ma anche dopo. Hitler, già in Mein Kampf, ha raccontato di aver capito che non era la materia scritta, bensì la parola parlata che ha causato cambiamenti, poiché le persone non avrebbero letto le cose con cui non erano d'accordo, ma si sarebbero fermate ad ascoltare un altoparlante. Inoltre, gli oratori, avendo il loro pubblico davanti a loro, potevano vedere le susseguenti reazioni e adattarsi di conseguenza, con l'intento di persuadere. Il fattore oratorio si rilevò assai importante nell'aumento della popolarità hitleriana ed egli stesso disprezzava coloro che venivano a leggere i discorsi pre-scritti.
Questi oratori furono particolarmente importanti quando non si voleva che le informazioni messe in atto arrivassero agli stranieri, ma a cui avrebbero potuto accedere i mass media nazionali. Furono istituite vere e proprie campagne per superare il conflitto politico che aveva formato i vecchi relatori. Nel 1939 Walter Tiessler, parlando della propria esperienza inerente al suo primo discorso, esortò a continuare su questa strada.
In principio furono utilizzati anche gli altoparlanti delle Sturmabteilung (SA), anche se la loro tendenza a dipendere dall'istinto più immediato talvolta offese un pubblico ben educato, ma il loro modo severo e "folk" spesso raggiungeva il proprio obiettivo, quello cioè di appellarsi al pubblico.
Il ministero fornì a tali relatori informazioni quali: come occultare i problemi sorti sul Fronte orientale, o come discutere i tagli nelle razioni alimentari. La sede della propaganda del partito, inviò alla "Redner-Schnellinformation" con le linee guida per le campagne immediate, innanzitutto quelle antisemite e quali informazioni presentare in primo piano.
Argomenti specifici furono affrontati in genere da un gruppo di tali oratori; ad esempio, i relatori che vennero creati appositamente per indottrinare la Gioventù hitleriana. Questi avrebbero imparato, tra l'altro, la vita di Hitler da giovane mentre, per la Lega delle ragazze tedesche, i discorsi sulla necessità di "produrre più bambini".
Gli interlocutori si rivolgevano spesso a manifestazioni politiche o militari, i quali erano sempre eventi ben orchestrati con bandiere e gruppi di marciatori.

## Temi
La propaganda nazista promosse le basi ideologiche del nazismo demonizzando i nemici del Partito, specialmente ebrei e comunisti, ma anche capitalisti e intellettuali. La campagna contro gli ebrei fu particolarmente intensiva ed era un risultato diretto dell'influenza di Hitler sulla politica razziale nella Germania nazista.
La propaganda ebbe il modo di promuovere anche i valori assunti dai nazisti, tra cui la morte eroica, il Führerprinzip ("principio del leader"), il Volksgemeinschaft ("comunità popolare"), il Blut und Boden ("sangue e suolo") e tutti questi temi vennero insegnati presto alla gioventù per accrescere l'orgoglio della razza superiore germanica (Herrenvolk). La propaganda fu utilizzata anche per mantenere il culto della personalità del leader nazista Adolf Hitler e promuovere campagne per l'eugenetica e l'annessione delle aree tedesche.
Dopo lo scoppio della seconda guerra mondiale, la propaganda nazista colpì i nemici del Terzo Reich, in particolare il Regno Unito, l'Unione Sovietica e gli Stati Uniti d'America ed esortò la popolazione a partecipare alla guerra totale.

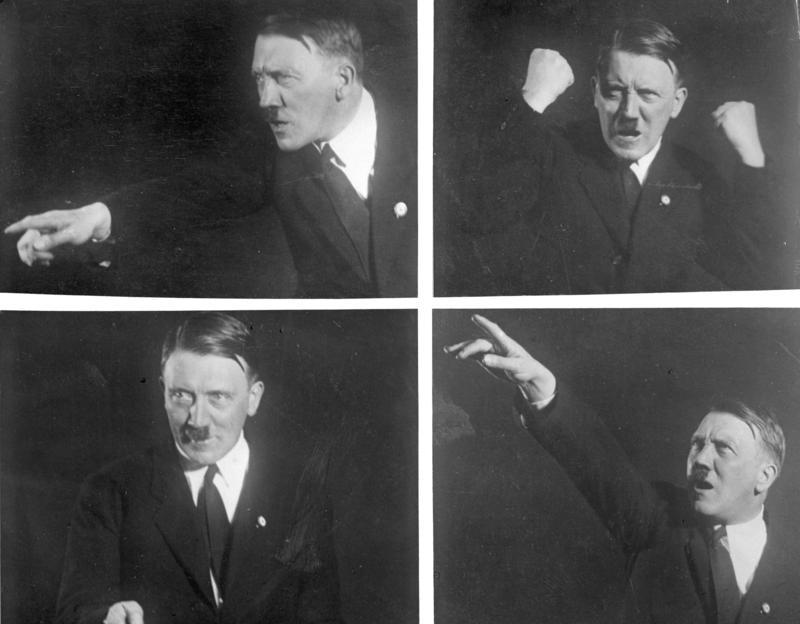
Adolf Hitler prova le pose per i suoi discorsi in foto presunte del 1927.

## Storiografia
La propaganda nazista è un argomento relativamente recente di studio accademico. Gli storici di tutte le convinzioni, compresi gli scrittori del blocco orientale, sono d'accordo sulla sua notevole efficacia. La loro valutazione del suo significato, tuttavia, sia che si tratti di modellare o semplicemente dirigere e sfruttare l'opinione pubblica, sia influenzata dal loro approccio a questioni più ampie sollevate dallo studio della Germania nazista, come la questione se lo Stato nazista fosse esclusivamente un totalitarismo come sostenuto da Hannah Arendt, o se dipendesse anche da un certo consenso sociale.
Oltre agli archivi mediatici, un'importante fonte primaria per lo studio dello sforzo della propaganda nazista sono le relazioni sul morale civile e sull'opinione pubblica che il Sicherheitsdienst (servizio segreto) prima e poi il ministero della propaganda compilarono dal 1939 in poi. Un altro è il Deutschland-Berichte, racconti raccolti da agenti sotterranei della Sopade che trattano in modo particolare dell'opinione popolare tedesca.

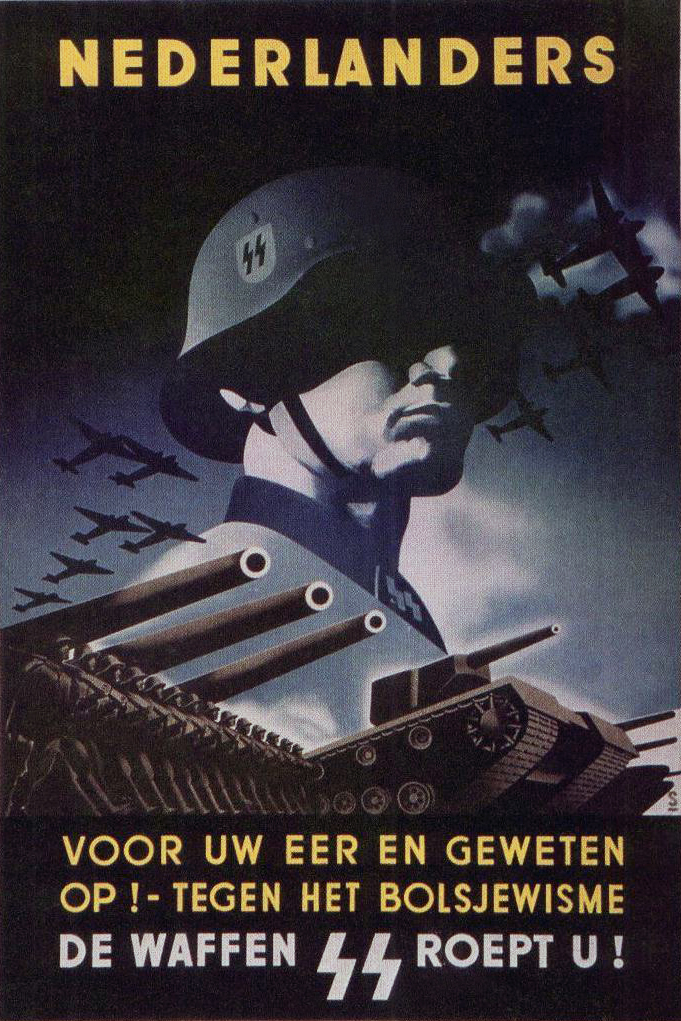
Manifesto di reclutamento delle SS nei territori olandesi dopo l'invasione tedesca dei Paesi Bassi, lo slogan recita: "Per il tuo onore e coscienza! Contro il bolscevismo! Arruolati nelle Waffen-SS.".